# Nephtys rickettsi
Nephtys rickettsi är en ringmaskart som beskrevs av Hartman 1938. Nephtys rickettsi ingår i släktet Nephtys och familjen Nephtyidae. Inga underarter finns listade i Catalogue of Life.